# Angern an der March
Angern an der March è un comune austriaco di 3 343 abitanti nel distretto di Gänserndorf, in Bassa Austria; ha lo status di comune mercato (Marktgemeinde).